# In Waves
In Waves è il quinto album in studio del gruppo musicale statunitense Trivium, pubblicato il 9 agosto 2011 dalla Roadrunner Records. Si tratta del primo album senza lo storico batterista del gruppo Travis Smith, sostituito da Nick Augusto.

## Promozione
Il primo singolo, l'omonimo In Waves, è stato pubblicato il 21 maggio 2011; il 6 giugno il frontman Matt Heafy dichiarò su Twitter che l'album sarebbe stato intitolato proprio In Waves. Il singolo fu reso disponibile su iTunes e Zune Marketplace dal 10 giugno, mentre il 17 giugno venne pubblicato il video musicale.
Il 19 giugno i Trivium eseguirono per la prima volta dal vivo In Waves, Black e Dusk Dismantled durante il loro concerto a Birmingham, mentre il 28 giugno quest'ultima canzone è stata resa disponibile per lo streaming. Il 9 luglio i Trivium suonarono Inception on the End dal vivo per la prima volta al Rockstar Mayhem Festival di San Bernardino, California, e il 13 luglio il brano venne reso disponibile in anteprima su HotTopic. Il brano Black, estratto come quarto singolo nel gennaio 2012, raggiunse la posizione 40 della Mainstream Rock Songs, classifica nella quale i Trivium non figuravano dal 2007, con il singolo The Rising.

## Accoglienza

### Giudizio della critica
In Waves ha ricevuto recensioni contrastanti da parte della critica, in media un punteggio di 66/100 sulla base di 13 recensioni raccolte dal sito Metacritic.
Eduardo Rivadavia di AllMusic ha valutato il disco con quattro stelle su cinque e ha commentato: «I Trivium saranno probabilmente diffamati ancora una volta per prendere lo stesso tipo di passo indietro creativo che i fan di solito hanno per i Metallica, Slayer e altri gruppi». Un'altra recensione positiva arrivò da AltSounds, che anche dopo aver dichiarato che «i Trivium non hanno superato loro stessi», in riferimento ai loro album del passato, lo definisce «un simbolo di trionfo e in generale di un grande suono».
Revolver Magazine ha valutato il disco tre stelle su cinque, descrivendolo tuttavia come «un disco incompatibile con lampi di genialità». Anche la recensione di Metalunderground.com ha criticato la mancanza di originalità dell'album, asserendo che «con In Waves la band ha ignorato tutto quello fatto negli ultimi album e ha preso la via facile. Ciononostante, i Trivium fanno metalcore meglio di chiunque altro». PopMatters, infine, descrive le canzoni del disco come «musica proveniente da un generico album di metalcore».

### Successo commerciale
In Waves ha venduto 22 000 copie nella sua prima settimana di uscita e ha debuttato al 13º posto della Billboard 200 e al 1º nella classifica Hard Rock Albums, il miglior risultato dei Trivium fino ad allora.

## Tracce
Testi e musiche dei Trivium, eccetto dove indicato.
Edizione standard
1. Capsizing the Sea – 1:30
2. In Waves – 5:02
3. Inception of the End – 3:48
4. Dusk Dismantled – 3:47
5. Watch the World Burn – 4:53
6. Black – 3:27
7. A Skyline's Severance – 4:51
8. Built to Fall – 3:08
9. Caustic Are the Ties That Bind – 5:34
10. Forsake Not the Dream – 5:20
11. Chaos Reigns – 4:07
12. Of All These Yesterdays – 4:21
13. Leaving This World Behind – 1:32

Traccia bonus nell'edizione giapponese
1. In Waves (Live from Chapman Studios) – 4:46

Edizione speciale
1. Capsizing the Sea – 1:30
2. In Waves – 5:02
3. Inception of the End – 3:48
4. Dusk Dismantled – 3:47
5. Watch the World Burn – 4:53
6. Black – 3:27
7. A Skyline's Severance – 4:51
8. Ensnare the Sun – 1:22
9. Built to Fall – 3:08
10. Caustic Are the Ties That Bind – 5:34
11. Forsake Not the Dream – 5:20
12. Drowning in Slow Motion – 4:29
13. A Grey So Dark (bonus track) – 2:41
14. Chaos Reigns – 4:07
15. Of All These Yesterdays – 4:21
16. Leaving This World Behind – 1:32
17. Shattering the Skies Above – 4:45
18. Slave New World (cover dei Sepultura) – 2:57 (Max Cavalera, Igor Cavalera, Andreas Kisser, Paulo Jr., Evan Seinfeld)

DVD bonus
1. In Waves (Live from Chapman Studios) – 4:46
2. Black (Live from Chapman Studios) – 3:26
3. Built to Fall (Live from Chapman Studios) – 3:19
4. Watch the World Burn (Live from Chapman Studios) – 4:45
5. The Deceived (Live from Chapman Studios) – 5:12
6. Suffocating Sight (Live from Chapman Studios) – 3:52
7. Down from the Sky (Live from Chapman Studios) – 5:18
8. Ember to Inferno (Live from Chapman Studios) – 4:41
9. In Waves (Documentary) – 41:40
10. In Waves (Videoclip) – 7:02

## Formazione
Trivium
- Matthew K. Heafy – voce, chitarra
- Corey Beaulieu – chitarra
- Paolo Gregoletto – basso
- Nick Augusto – batteria

Produzione
- Colin Richardson – produzione, missaggio
- Martyn "Ginge" Ford – produzione, missaggio
- Lora Richardson – coordinazione produzione
- Carl Bown – ingegneria del suono
- Ted Jensen – mastering